# André Matsangaissa
André Matsangaissa (n. Gorongosa, 18 de marzo de 1950 -  Gorongosa, 17 de octubre de 1979) fue un político, militar y rebelde anticomunista mozambiqueño, fundador y primer presidente de la Resistencia Nacional Mozambiqueña (RENAMO), guerrilla insurgente contra el gobierno comunista del Frente de Liberación de Mozambique (FRELIMO). Matsangaissa encabezó la formación de la RENAMO con apoyo del régimen racista de Rodesia, y condujo al estallido de la guerra civil mozambiqueña entre 1977 y 1979, cuando fue asesinado durante una batalla en Gorongosa, siendo sucedido por Afonso Dhlakama, quien continuaría el conflicto contra el FRELIMO hasta 1992.
Matsangaissa fue miembro del Frente de Liberación de Mozambique desde 1972 y luchó en la guerra de independencia contra el gobierno colonial portugués. Tras la independencia en junio de 1975 y la instauración de un régimen comunista en el país, Matsangaissa fue destinado a Dondo, donde enfrentó acusaciones judiciales y fue expulsado del ejército y enviado a un campo de reeducación en Gorongosa. Fue liberado a principios de 1977 durante una incursión en el país por parte de las fuerzas armadas de Rodesia (actual Zimbabue). Los regímenes de apartheid de Rodesia y Sudáfrica que buscaban desestabilizar al gobierno mozambiqueño para impedir que continuara dando apoyo a los movimientos africanos insurgentes dentro de sus propios territorios, ayudaron a fundar la Resistencia Nacional Mozambiqueña (abreviada como RENAMO) y pusieron a Matsangaissa al mando de la misma en un intento de indigenizar al movimiento. Matsangaissa lideró la RENAMO hasta el 17 de octubre de 1979, cuando fue asesinado por las fuerzas armadas mozambiqueñas durante una incursión en su ciudad natal, Gorongosa, provincia de Sofala.
Antiguos miembros de RENAMO conmemoraron su muerte en Gorongosa el 17 de octubre de 1997, aunque la administración de la ciudad rechazó su plan de construir una tumba en su memoria. En junio de 2007, la asamblea municipal de Beira, entonces con mayoría de la RENAMO, cambió el nombre de una rotonda municipal por el de Matsangaissa. En las elecciones municipales de 2008, el FRELIMO obtuvo la victoria y restauró el nombre original de la rotonda.